# Christopher Kullmann
Christopher Kullmann (* 19. September 1986 in Sargstedt) ist ein deutscher Fußballspieler. Der Stürmer steht seit Juli 2016 bei Askania Bernburg unter Vertrag.

## Karriere
Kullmann wechselte 1999 als Jugendspieler zum 1. FC Magdeburg, bei dem er im Sommer 2005 den Sprung in die erste Mannschaft schaffte. Dort spielte er in der Saison 2005/06 zunächst in der NOFV-Oberliga, kam nach dem Aufstieg der Magdeburger im Sommer 2006 aber auch in der Regionalliga Nord zum Einsatz. Nach einer guten Saison 2006/07 zog er erstmals das Interesse von Borussia Dortmund auf sich, ein Wechsel in der Sommerpause scheiterte jedoch an der Ablösesumme. Ein Jahr später wurde der Wechsel nachgeholt; vorangegangen war eine eher mäßige Saison in der Regionalliga, in der Kullmann vorwiegend als Einwechselspieler agierte.
Nach vielversprechenden Leistungen in der Hinrunde der Saison 2008/09 wurde Kullmann in den Kader der Dortmunder Profis aufgenommen, dem er ab der Winterpause angehörte. Sein Bundesligadebüt gab Kullmann am 15. Februar 2009 beim 1:1 gegen Energie Cottbus. Siebenmal spielte Kullmann in der Bundesliga und blieb dabei ohne Torerfolg. Zur Saison 2011/12 unterschrieb Kullmann einen Vertrag beim Drittligisten Rot-Weiß Oberhausen und erzielte in 18 Spielen vier Tore. Zum Ende der Winterpause im Januar 2012 wechselte er zum Ligakonkurrenten Arminia Bielefeld, für die er in elf Spielen ein Tor erzielte. Im Jahre 2013 stieg Kullmann mit der Arminia in die 2. Bundesliga auf, erhielt aber keinen neuen Vertrag. Daraufhin wechselte er zum FC 08 Homburg in die Regionalliga Südwest. 
In der Winterwechselperiode 2013/14 wechselte Christopher Kullmann zum KSV Hessen Kassel, doch er verließ den Verein bereits nach einem halben Jahr und spielte seither bei Germania Halberstadt in der Regionalliga Nordost. Im Sommer 2016 unterzeichnete Kullmann einen Einjahresvertrag bei Askania Bernburg in der NOFV-Oberliga Süd.